# Regeringen Borten
Regeringen Borten var en norsk regering som tillträdde 12 oktober 1965 och satt till 17 mars 1971 då den blev tvungen att avgå. Det var en koalitionsregering mellan Senterpartiet, Høyre, Venstre och Kristelig Folkeparti. Statsminister var Per Borten, utrikesministrar var John Lyng (1965-1970) och Svenn Stray (1970-71).